# Fritz Korbach
Fritz Korbach (Diez an der Lahn, 18 juli 1945 – Leeuwarden, 14 augustus 2011) was een Duitse voetbaltrainer die hoofdzakelijk in Nederland werkzaam was.

## Biografie
Fritz Korbach was van 1968 tot 2007 actief als trainer in het betaald voetbal in Nederland. Als voetballer kwam hij niet verder dan de amateurs van ZSC Patria en SV Baarn. In oktober 2007 is een boek verschenen, geschreven door Vincent Ronnes, over het wel en wee van Fritz Korbach tijdens zijn voetbal- en trainerloopbaan en de invloed daarvan op zijn privéleven.
Begin 2011 werd bij Korbach keelkanker in een vergevorderd stadium geconstateerd. In de zomer van dat jaar volgde de diagnose dat hij nog enkele maanden te leven had. Op 14 augustus 2011 overleed hij aan de gevolgen van een hartaanval. Korbach is gecremeerd in Goutum op 19 augustus.

## Trainersloopbaan
Met 926 wedstrijden achter zijn naam was Korbach de meest ervaren voetbaltrainer die in Nederland actief was. Vaak werd hij door een club binnengehaald om een ontslagen trainer op te volgen. Omdat de club daarna vaak beter ging presteren werd wel gesproken van het Fritz-Korbach-effect. Hij promoveerde vijf keer met een club naar de eredivisie. Daarmee is hij geen recordhouder. Frans Körver promoveerde zes keer naar het hoogste niveau.
- 1968-1970: USV Elinkwijk (assistent-trainer)
- 1970-1973: FC Utrecht (assistent-trainer)
- 1973-1977: FC Wageningen (hoofdtrainer)
- 1977-1982: PEC Zwolle (hoofdtrainer)
- 1982-1983: FC Volendam (hoofdtrainer)
- 1983-1986: FC Twente (hoofdtrainer)
- 1986-1988: SC Cambuur (hoofdtrainer)
- 1988-1990: Go Ahead Eagles (t/m februari 1990; hoofdtrainer)
- 1990-1992: sc Heerenveen (t/m oktober 1992; hoofdtrainer)
- 1992-1993: FC Volendam (van november 1992 t/m oktober 1993; hoofdtrainer)
- 1993-1995: Cambuur Leeuwarden (van oktober 1993 t/m februari 1995; hoofdtrainer)
- 1995-1995: Istanbulspor (van juli 1995 t/m oktober 1995; assistent-trainer en interim-trainer)
- 1995-1998: De Graafschap (van november 1995 t/m december 1998; hoofdtrainer)
- 1999-2001: Heracles Almelo (hoofdtrainer)
- 2003-2003: Sparta Rotterdam (januari 2003; na twee dagen opgestapt op doktersadvies)
- 2004-2005: Rohda Raalte (hoofdtrainer)
- 2005-2006: PSM Makassar (hoofdtrainer)
- 2006-2007: Harkemase Boys (van oktober 2006 t/m mei 2007; hoofdtrainer)

## Bijzonderheden
- 1974: promotie naar de eredivisie met FC Wageningen
- 1975: gedegradeerd uit de eredivisie met FC Wageningen
- 1978: promotie naar de eredivisie met PEC Zwolle, kampioen én beste doelsaldo eerste divisie
- 1983: promotie naar de eredivisie met FC Volendam, beste doelsaldo eerste divisie
- 1984: promotie naar de eredivisie met FC Twente, beste doelsaldo eerste divisie
- 1990: promotie naar de eredivisie met sc Heerenveen
- 1991: gedegradeerd uit de eredivisie met sc Heerenveen
- 1994: gedegradeerd uit de eredivisie met Cambuur Leeuwarden
- 2007: gedegradeerd uit de Hoofdklasse C met Harkemase Boys

## Erelijst
| Eerste divisie | 1x | 1977/78 |

## Privé
Fritz Korbach had een Nederlandse moeder en een Duitse vader. Hij heeft altijd de Duitse nationaliteit behouden.